# Achthuizen
Achthuizen is een klein dorp in de gemeente Goeree-Overflakkee, in de Nederlandse provincie Zuid-Holland. Het dorp heeft 1.120 inwoners (2023).

## Geschiedenis
In oude archieven wordt Achthuizen soms genoemd als gehucht nabij Ooltgensplaat. De naam Achthuizen zou afkomstig zijn van een gebouw dat in het dorp stond en uit acht huizen bestond, bedoeld voor landarbeiders uit Noord-Brabant. Veel van die Brabantse seizoenarbeiders bleven op deze plek wonen. Dit verklaart waarom het dorp grotendeels katholiek was en nog steeds is.
Sinds 2013 hoort het dorp bij de gemeente Goeree-Overflakkee. Tot 1966, toen het onderdeel werd van de gemeente Oostflakkee, had Achthuizen een bijzondere positie omdat het twee burgemeesters had. Het dorp werd doorsneden door een dijk. De ene kant van de dijk hoorde bij Ooltgensplaat en de andere kant bij Den Bommel. Het dorp heeft daardoor ook nooit een eigen wapen gehad. Achthuizen is een typisch plattelandsdorpje, waar iedereen elkaar nog kent. Het bijzondere is dat het dorp vanuit de lucht gezien de vorm van een acht heeft.
De rooms-katholieke kerk, Onze Lieve Vrouw ten Hemelopneming, neemt een prominente plaats in binnen de kleine kern. De kerk is gebouwd in 1846 omdat de dichtstbijzijnde katholieke kerk in Oude-Tonge stond. Dat was toch zo een anderhalf tot twee uur lopen. In 1865 kwam ook het nonnenklooster der franciscanessen erbij. De zusters gaven katholiek onderwijs. Bij de evacuatie in 1944 zijn alle zusters vertrokken. In de jaren zestig  kwamen er weer zusters in het klooster wonen. Een zuster werkte er in het onderwijs in Achthuizen, twee zusters werkten in het onderwijs in Oude Tonge. Er was ook een zuster werkzaam als wijkverpleegster. In de jaren tachtig vertrokken de zusters.  Het klooster doet nu dienst als woonhuis. Ten oosten van de kerk ligt de begraafplaats. Aan de westzijde is de oorspronkelijke pastoorswoning aan de kerk gebouwd.
In 2022 kreeg Achthuizen officieel een eigen wapen. Deze is na een ontwerpwedstrijd gekozen en pronkt nu in het dorp op de toegangsvlaggen. Het wapen symboliseert de geschiedenis van Achthuizen met daarin de karakteristieke kerk, molen, acht huisjes en de fysieke vorm van het dorp verwerkt.

## Geboren in Achthuizen
- Toine van Peperstraten, sportjournalist
- Koos Moerenhout, wielrenner
- Paul Schwiebbe, politicus

## Afbeeldingen

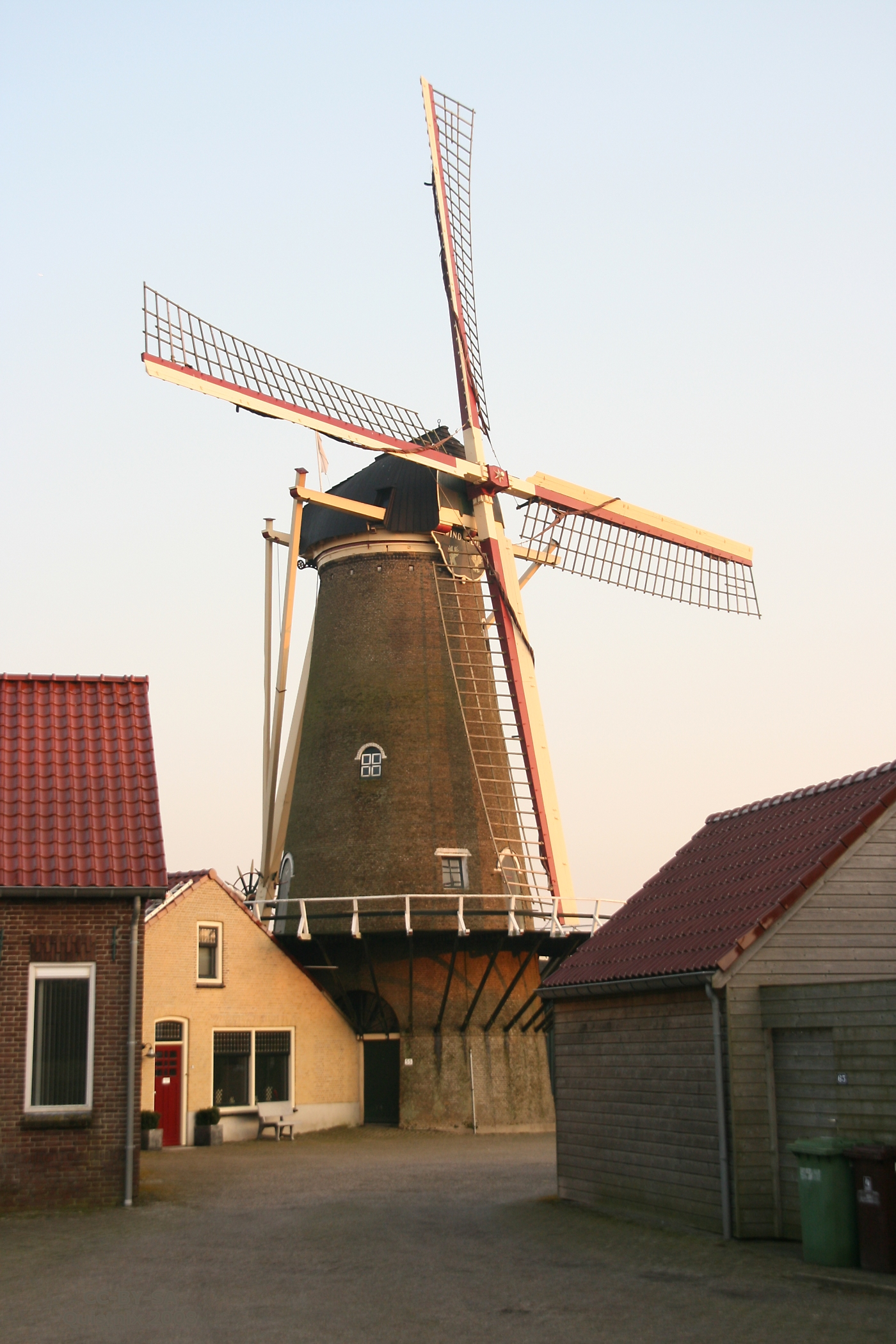
Molen Windlust
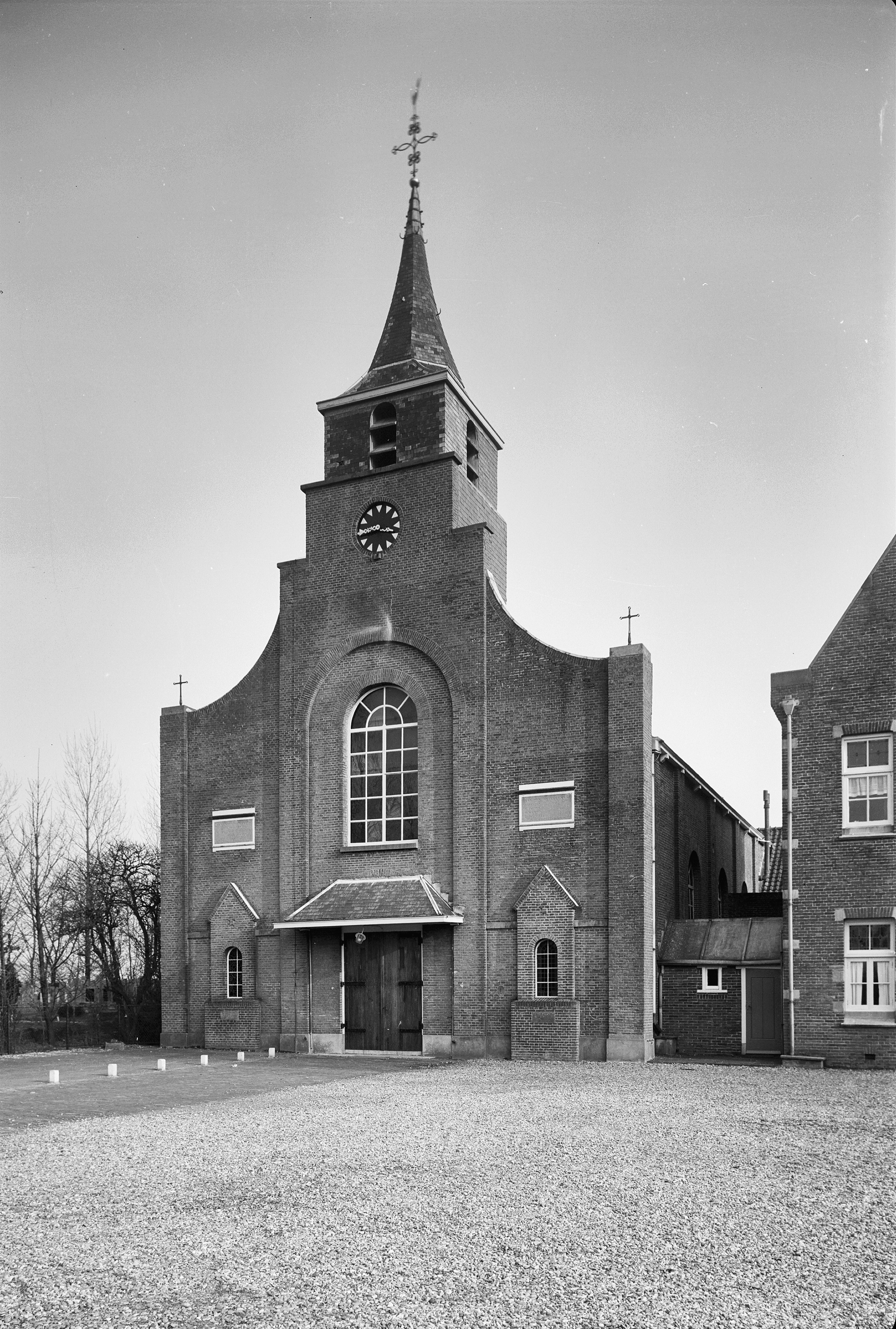
R.K.Kerk O.L.Vr. ter Hemelopneming
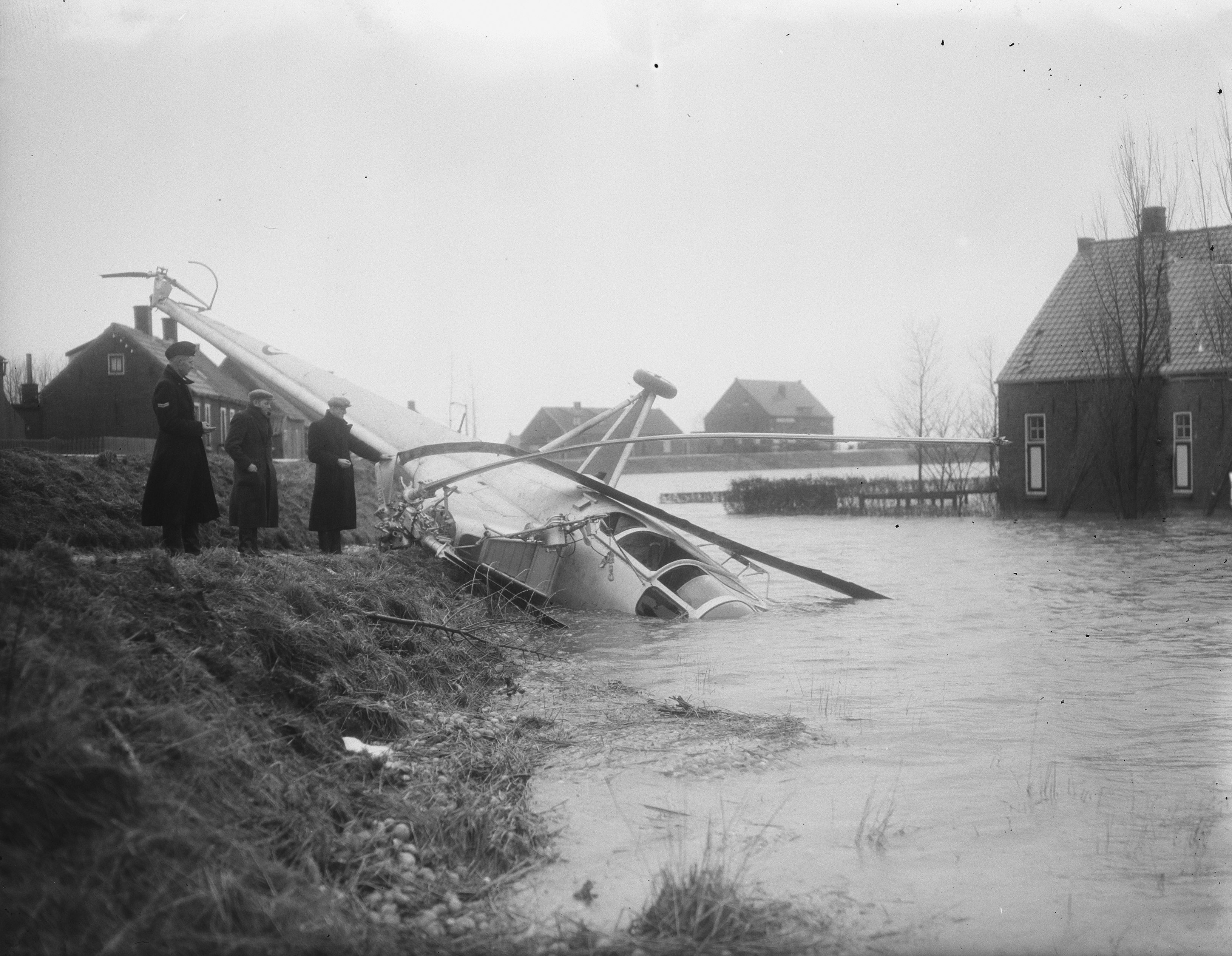
Engelse helicopter, een Sikorsky, neergestort te Achthuizen tijdens hulpverlening na de watersnoodramp. Datum: 10 februari 1953

Stad: Goedereede

Dorpen: Achthuizen · Den Bommel · Dirksland · Havenhoofd · Herkingen ·  Melissant · Middelharnis · Nieuwe-Tonge · Ooltgensplaat · Ouddorp · Oude-Tonge · Sommelsdijk · Stad aan 't Haringvliet · Stellendam · Zuidzijde

Buurtschappen: Battenoord · Kranendijk · Langstraat · Oostdijk · Stoof · Visschershoek

Voormalige buurtschappen: Galatheesche Sluis·  Oudeland ·  Oudenieuwland ·  Rustburg ·  Scheerhoek

Zuid-Holland: Steden en dorpen      Nederland: Provincies · Gemeenten